# Japanischer Regent
Das Amt eines Regenten in Japan unterschied sich von dem in anderen Ländern dadurch, dass der Ranghöchste (sei es Tennō oder Shōgun) die Herrschaft nicht selbst ausübte, sondern sich auch als Volljähriger durch einen Amtsträger vertreten ließ.
Zur Übersicht der Amtsinhaber siehe: Liste japanischer Regenten

## Regenten für Kaiser

### Altertum
In der japanischen Frühzeit wurde die Regentschaft für einen minderjährigen Herrscher in der Regel durch seine Mutter ausgeübt, die bis zu seiner Volljährigkeit als Kaiserin regierte. In mythischer Vorzeit wird als erste Regentin Jingū Kōgō (trad. † 269; wohl um 400) bezeichnet.
Einen Sonderfall der Asuka-Zeit stellt die „Regentschaft“ des Shōtoku Taishi († 622) dar, der – nominell auch Kronprinz – im Einvernehmen mit seiner Tante, der Kaiserin Suiko (r. 592–628) regierte.

### Sesshō und Kampaku
Ein Sesshō (摂政) – Regent für einen unmündigen Tennō – verkörperte die gesamte Würde des Kaisers, also regnum (weltliche Macht) und sacerdotium, die geistliche Würde aufgrund seiner „göttlichen“ Abkunft. Fujiwara no Yorinaga (1120–56) definierte das Amt: „Der Sesshō das ist der Himmelssohn.“

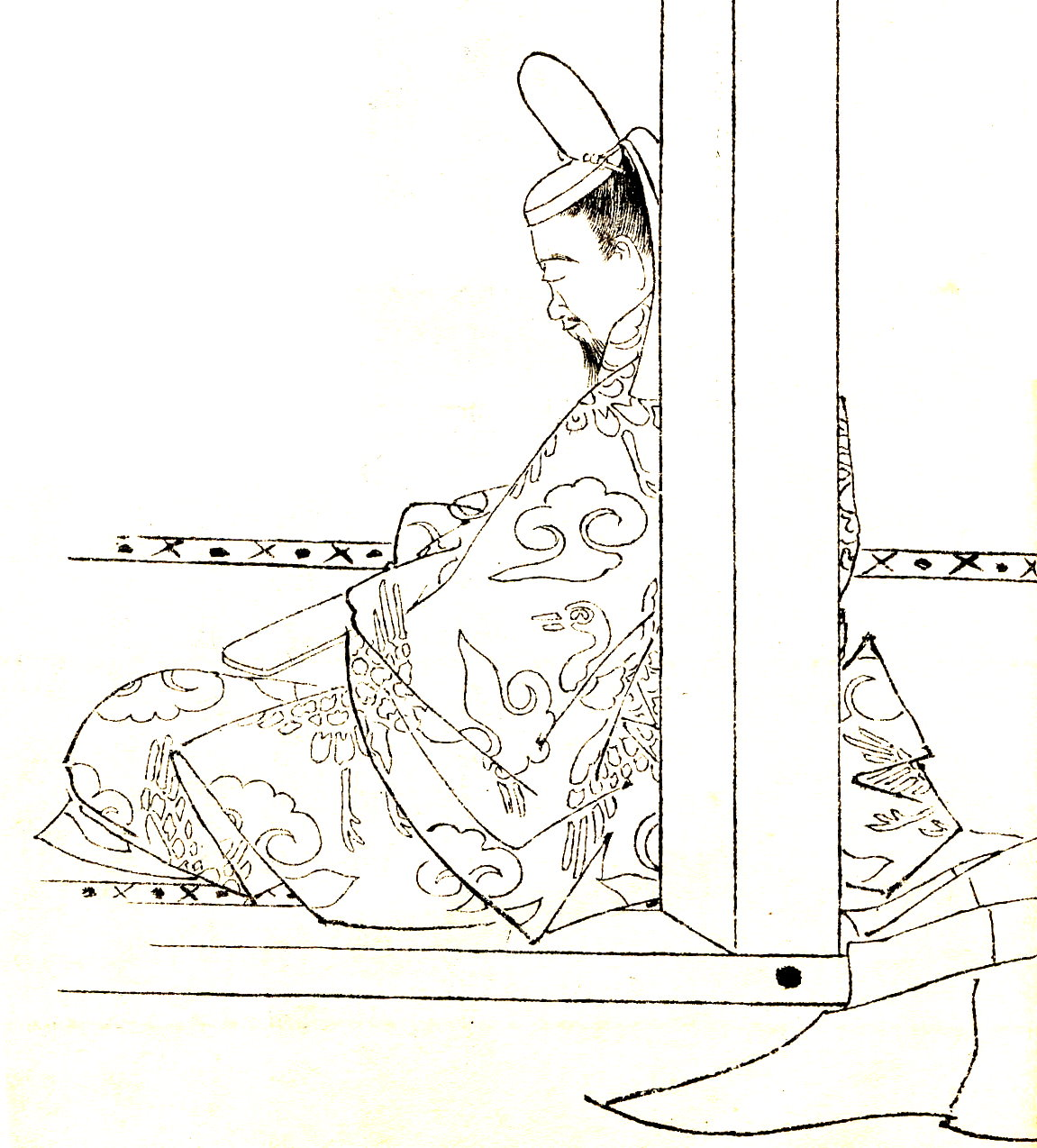
Der Regent Fujiwara no Kaneie

Ein Kampaku (auch Kanpaku, 関白), obzwar „Leiter der hundert Beamten“ (hyakkan-sōki no nin), war dagegen immer Untertan. Der Begriff selbst, von Tachibana no Hiromi (837–890) aus dem Chinesischen (W.-G.: kuan pai) übernommen und geprägt, wurde ursprünglich nur verbal gebraucht, um eine vom Tennō gewährte Sonderfunktion zu bezeichnen und entwickelte sich erst später in ein so bezeichnetes „Amt“ des „Regenten für einen volljährigen Tennō“. Umschrieben wurde der Amtsinhaber oft als ichi no hito („der erste Mann“). Die Bezeichnung für einen zurückgetretenen Kampaku war Taikō (太閤).

#### Entwicklung
Kurz nach dem Umzug in die neue Hauptstadt Heian-kyō gelang es 858 dem Großkanzler Fujiwara no Yoshifusa den unmündigen Kaiser Seiwa, seinen Enkel, auf den Thron zu bringen. Er selbst nahm den Titel Sesshō an und war damit der erste nicht der kaiserlichen Familie angehörende Regent, ein an sich regelwidriger Vorgang. Yoshifusa führte die Regentschaft auch nach der Volljährigkeit Seiwas weiter.
Fujiwara no Mototsune (836–891) war der Nachfolger Yoshifusas als Familienoberhaupt der Fujiwara. Er trat 884 die Regentschaft für Kōkō an, dabei bezeichnete er sich als kampaku. Fujiwara no Tadahira (880–949) war Regierungsvorstand und Regent für zwei Kaiser. Obwohl bereits die beiden anderen Mitglieder des Hauses als Regenten fungiert hatten, entwickelten sich die endgültigen Modalitäten des Regenten-Systems erst zu seiner Zeit. Sesshō und Kampaku wurden zu den beherrschenden Figuren der politischen Geschichte der Heian-Zeit. Die Beherrschung des Hofes durch die Fujiwara war durch diese Ämter für die nächsten zwei Jahrhunderte total. Die Regierung dieser Epoche bezeichnete man als mandokoro-seiji, da alle wichtigen Throneingaben und Erlasse erst in der Privatresidenz der Fujiwara, dem mandokoro, geprüft und freigegeben wurden.
Eine erste Schwächung der Machtposition des Regenten ergab sich mit der Schaffung der „abgedankten Kaiser“ (1086–1321; insei) die ins Tagesgeschäft eingriffen.
Bereits gegen Ende der Heian-Zeit war die politische Bedeutung des Kaiserhofs stark gesunken, obwohl dieser immer die Quelle der Legitimierung der jeweiligen Militärherrscher blieb. Seit 1221 erforderte die Ernennung eines Regenten die Zustimmung des Shogunats. Dazu wurde eine Stellung des „stellvertretenden Shōgun“ (Tandai), mit einer Residenz im Bezirk Rokuhara von Kyōto geschaffen. Es wurde üblich, dass der Regent für die Kamakura-Shogune (Shikken) zuerst die Position des Tandai ausgefüllt hatte.
Die Regenten stammten weiterhin aus den fünf Linien der Fujiwara gosekke, in die sich das Hokke-Haus im 13. Jahrhundert gespalten hatte. Das Amt blieb bis zu seiner Abschaffung prestigeträchtig.

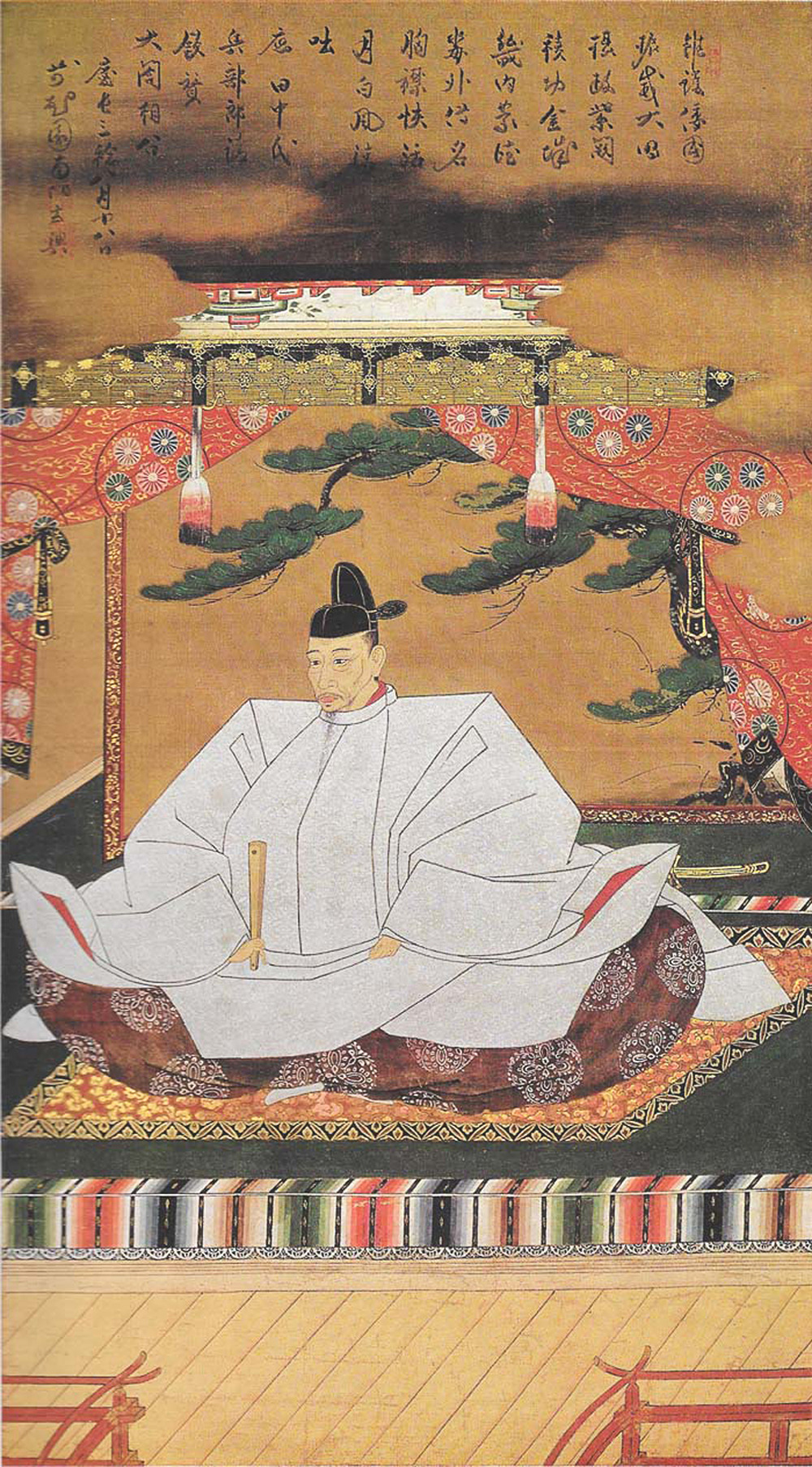
Toyotomi Hideyoshi in höfischer Tracht (1601)

Die einzige Ausnahme waren Toyotomi Hideyoshi und sein Enkel Toyotomi Hidetsugu. Die Ernennung Hideyoshis (7. November 1585) war besonders umstritten, da dadurch zum ersten Mal ein Außenstehender das Amt übernehmen sollte. Formal wurde er durch Adoption ein Mitglied der Konoe.
Zurückgetretene Kampaku wurden als Taikō (太閤) bezeichnet, später wurde diese Bezeichnung synonym für Toyotomi Hideyoshi. Die Tokugawa-Shogune nahmen keine Hofämter an, erhielten jedoch Hofränge.
Offiziell abgeschafft wurde das Regentenamt durch die „Proklamation der Wiederherstellung der Kaiserherrschaft“ (ōsei fukko no daigōrei) am 3. Januar 1868.

### Moderne
Das kaiserliche Hausgesetz (Kōshitsu tempan 1889, Art. 19–25) sieht für minderjährige oder amtsunfähige Tennō ebenfalls eine Regentschaft (taikan) vor, wobei die Regenten, die auch – solange sie unverheiratet waren – weiblich sein dürfen, der kaiserlichen Familie entstammen. Unter der Meiji-Verfassung (Art. 17 und 75), durfte, solange eine Regentschaft bestand, weder die Verfassung noch das kaiserliche Hausgesetz geändert werden. Hirohito übte 1917–26 für seinen geisteskranken Vater die Regentschaft aus. Die Modalitäten wurden mit dem Kōshitsu tempan 1947 (§ 16–21) demokratischen Bedingungen angepasst. Der Regent (Sesshō) genießt Immunität, nimmt aber nur noch die Aufgaben des Vertretenen wahr.

## Regenten für Shogune

### Shikken
Der Shikken (執権) war der Regent für den Shogun im Kamakura-Shogunat. Der Posten war im Monopol des Hōjō-Clans.
Hōjō Tokimasa, der ein Schwiegervater des ersten Shoguns, Minamoto no Yoritomo war, wurde 1203 der erste Shikken. Der Shikken war zu dieser Zeit Chef des Mandokoro. Nachdem er den zweiten Shogun Minamoto no Yoriie durch Minamoto no Sanetomo ersetzt hatte, wurde er de facto Herrscher des Shogunates.
Tokimasas Sohn Hōjō Yoshitoki stärkte den Posten durch die Integration mit dem Posten des Samurai-Dokoro nach Vernichtung des mächtigen Wada-Clans der diese Position zuvor beherrschte. Der Shikken wurde der höchste Posten, der die als Strohmänner dienenden Shogune beherrschte. 1224 führte Yoshitokis Sohn Hōjō Yasutoki den Rensho (Ko-Signierer) als Assistenten des Shikken ein.
Zuerst wurde der Posten des Shikken von den Tokuso besetzt, dem Oberhaupt des Hōjō-Clans, Hōjō Tokiyori trennte später beide Posten. Er installierte Hōjō Nagatoki als Shikken, während er seinen Sohn Hōjō Tokimune als Tokuso nachfolgen ließ, der die effektive Macht in seinen Händen hielt, bis die Familie 1333 vernichtet wurde.

### Tairō
Unter dem dritten Tokugawa-Shogun wurde das Amt des Tairō geschaffen, der ursprünglich als Vorsitzender des Rates (rōjū) diente. In späterer Zeit entwickelte sich daraus eine Regentenstellung für den Shogun. Das Amt wurde nach 1648 nur in Krisenzeiten besetzt. Sein bekanntester Inhaber ist Ii Naosuke, der 1858 ernannt wurde.